# Maria Ubarretxena
María Ubarretxena Cid (Villarreal de Urrechua, Guipúzcoa, 11 de octubre de 1980) es una gestora empresarial y política del Partido Nacionalista Vasco. Nacida en Villarreal de Urrechua, reside en Mondragón desde 2006 y fue alcaldesa de esta localidad entre 2015 y 2023. Después de que EH Bildu se hiciera con la alcaldía de esta localidad, fue nombrada diputada de Infraestructuras Viarias de la Diputación Foral de Guipúzcoa. Desde junio de 2024 es consejera de Gobernanza, Administración Digital y Autogobierno del Gobierno Vasco en el gobierno de Imanol Pradales. También es el portavoz del ejecutivo vasco.

## Trayectoria
Se licenció en Humanidades y Empresa en el Campus de Donostia-San Sebastián de la Universidad de Deusto.Además, ha recibido formación en Liderazgo y Capacitación para la Dirección por el Instituto Vasco de la Administración Pública. De la mano del Instituto para la Gobernanza Democrática también ha cursado estudios en gobernanza abierta y colaborativa.Ha trabajado en el ámbito del marketing y la gestión de las exportaciones. Dio inicio a su trayectoria profesional en una empresa de Legazpi en el último año de sus estudios dentro del departamento de marketing. Al año siguiente, pasó a trabajar en la empresa de cerrajería JMA. 
Su trayectoria está muy vinculada al mundo cooperativista pues ha trabajado en Goizper Group, una empresa industrial ubicada en Antzuola. Dentro de esta empresa ha desarrollado sobre todo labores relativas a la internacionalización y las exportaciones. Socia de esta cooperativa, Ubarretxena se convirtió en responsable del área de exportaciones. 
Su carrera política se inició en el año 2011 cuando se convirtió en concejala de su municipio. En el año 2013 fue nombrada directora de Economía Social dentro del departamento de Empleo y Políticas Sociales del Gobierno Vasco.Esta fue su ocupación hasta que en el año 2015 la nombraron cabeza de lista de la candidatura del PNV en Arrasate-Mondragón. Ganó las elecciones con casi el 35% de los votos y ocho concejales. Gracias al apoyo de los tres ediles socialistas, se convirtió en la alcaldesa de este municipio de 22.000 habitantes de la comarca del Alto Deba. En esta legislatura fue también presidenta del Consejo Superior de Cooperativas de Euskadi.
Revalidó la alcaldía en 2019 con un concejal más y una importante subida en votos, a pesar del ascenso también de la candidatura de EH Bildu. No obstante, en las elecciones de mayo de 2023, su candidatura perdió mil votos y un concejal, frente a la notable subida de la coalición soberanista. Así, el PNV y el PSE-EE pasaron a la oposición y el consistorio quedó en manos de EH Bildu y Elkarrekin Podemos como socio minoritario.
Con la formación del gobierno provincial de la mano de Eider Mendoza en la Diputación Foral de Guipúzcoa, en el verano de 2023 Ubarretxena se convirtió en la responsable de las infraestructuras viarias de la provincia. Este departamento se encarga de la planificación, control y ampliación de la red de carreteras guipuzcoana. Después de un año en el cargo, fue nombrada la portavoz del nuevo ejecutivo de Imanol Pradales. También asumió en junio de 2024 la cartera de Gobernanza, Administración Digital y Autogobierno, encargado de la trasneferencia de competencias a la autonomía vasca, la función pública y la digitalización del gobierno vasc.o En su anterior cargo fue sustituida por Felix Urkola.